# Джон-Булак
Джон-Булак (кирг. Жон-Булак) — село в Джети-Огузском районе Иссык-Кульской области Кыргызстана. Входит в состав Ырдыкского аильного округа. Код СОАТЕ — 41702 210 835 02 0.

## Население
По данным переписи 2009 года, в селе проживало 1795 человек.